# Pik Sarja Wostoka
Der Pik Sarja Wostoka (russisch Пик Заря Востока, „Gipfel der Morgenröte des Ostens“) ist ein Berg im Transalaigebirge. Er wird auf Karten und in der Literatur meistens als Zarya Vostoka bezeichnet.

## Lage
Der 6349 m hohe vergletscherte Berg befindet sich im östlichen Teil der Gebirgskette des Transalai an der Grenze zwischen Kirgisistan und der Volksrepublik China und ist eine der markantesten Berggestalten der Kette von Norden gesehen. Der Pik Sarja Wostoka war bis zur Grenzverschiebung 2011 der Dreiländergipfel zwischen Tadschikistan, Kirgisistan und der Volksrepublik China. Der Pik Kurumdy liegt 7,65 km westsüdwestlich. Dominanz-Bezug ist der Kurumdy Ost I, ein 6384 m hoher östlicher Nebengipfel des Pik Kurumdy, der 4,77 km westsüdwestlich des Pik Sarja Wostoka liegt.

## Besteigungsgeschichte
Die Erstbesteigung und Überschreitung wurde im Jahr 2000 von Alexander Novik und Natalya Zotova von Nordosten durchgeführt.